# Сад скульптур
Сад скульптур або парк скульптур — ландшафтний об'єкт, загальний задум, планувальне рішення і художній образ якого засновані на скульптурі як головному елементі у його композиції. Різниця між парком і садом полягає в тому, що сад має менші розміри. Сад може бути створений на території якось об'єкту або бути частиною садово-паркового комплексу.
Парк скульптур потрібно відрізняти від парку з скульптурами. В останньому скульптури відіграють декоративну роль і при їх вилученні загальна цілісність парку збережеться, хоча і зменшиться.
Планування ландшафтного об'єкту має здійснюватися як скульптурного парку. Ландшафтна композиція повинна гармоніювати з стилістичними рисами, образами і тематикою скульптур.
Скульптури не можуть бути простим зібранням. Вони мають бути об'єднані за стилістичними рисами або приналежністю до певної епохи.